# Clastoptera cimicoides
Clastoptera cimicoides är en insektsart som beskrevs av Ernst Friedrich Germar 1839. Clastoptera cimicoides ingår i släktet Clastoptera och familjen Clastopteridae. Inga underarter finns listade i Catalogue of Life.